# كوكي هيروتا
كوكي هيروتا (باليابانية: 広田 弘毅 هيروتا كوكي) (14 فبراير 1878 - 23 ديسمبر 1948) سياسي ياباني شغل منصب رئيس الوزراء الياباني الثاني والثلاثين.
حكم عليه بالإعدام خلال محاكمة طوكيو التي اقيمت بعد استسلام اليابان في الحرب العالمية الثانية .